# ADM-141 TALD
L'ADM-141 è un missile per inganno radar (decoy) sviluppato dagli Stati Uniti d'America.

## Descrizione
Il Tactical Air-Launched Decoy (TALD) era stato concepito per confondere e saturare la difesa aerea nemica, concedendo così ai velivoli d'attacco una più alta probabilità di colpire il bersaglio. L'Improved TALD (ITALD) era una versione alimentata da un propulsore turbojet.
Negli anni settanta, la Brunswick Corporation sviluppo molti diversivi radar compreso il Samson, che fu prodotto per l'Heyl Ha'Avir, l'aeronautica militare israeliana, dall'Israel Military Industries (IMI) agli inizi degli anni ottanta. Il Samson risultò ben riuscito, il che indusse la US Navy a comprarne 2.000 a metà degli anni ottanta. Le prime unità entrarono in servizio nel 1987; nel 1985, Brunswick ricevette la commessa per lo sviluppo di una versione migliorata del Samson chiamata TALD.
Il TALD era un missile planante con una fusoliera quadrata, ali estraibili e tre superfici di controllo della coda. Un sistema di controllo del volo digitale poteva essere programmato per cambi di velocità e virate durante il volo. Il missile poteva essere lanciato da una quota di 12.200 metri, dalla quale aveva una gittata di 126 chilometri, a quote più basse la gittata si riduceva fino a 26 chilometri.
Il TALD ebbe molto successo nell'Operazione Desert Storm nel 1991. Più di 100 missili furono lanciati durante la prima notte di guerra, costringendo la difesa aerea irachena ad attivare molti dei suoi radar, che furono distrutti dai missili antiradar (ARM).
Il maggior utilizzatore dell'ADM-141 è l'F/A-18 Hornet, che ne può caricare fino a 20. Altri velivoli che possono utilizzarlo sono l'EA-6B,l'A-6E e l'A-7.

## Galleria d'immagini

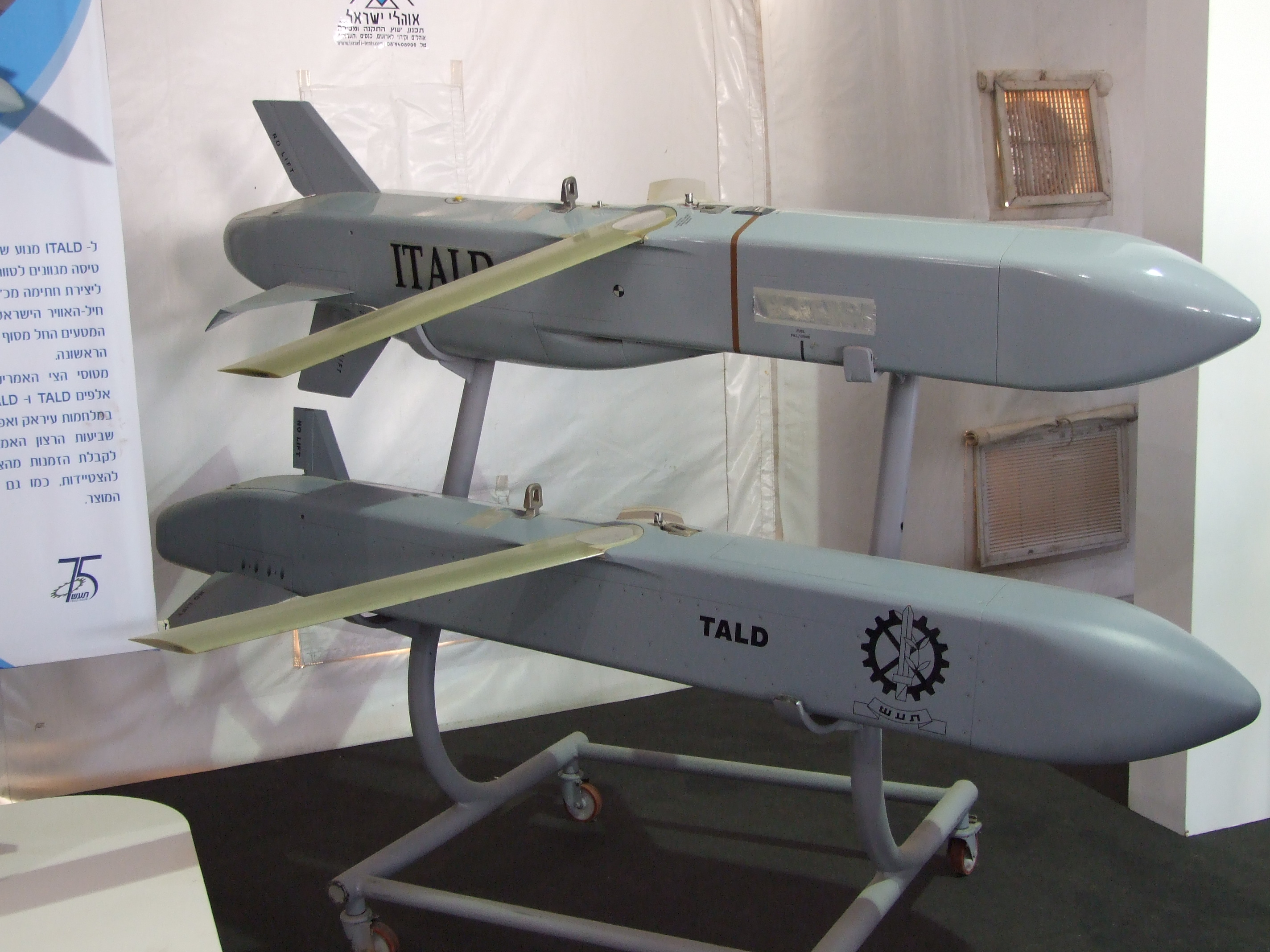
TALD e ITALD
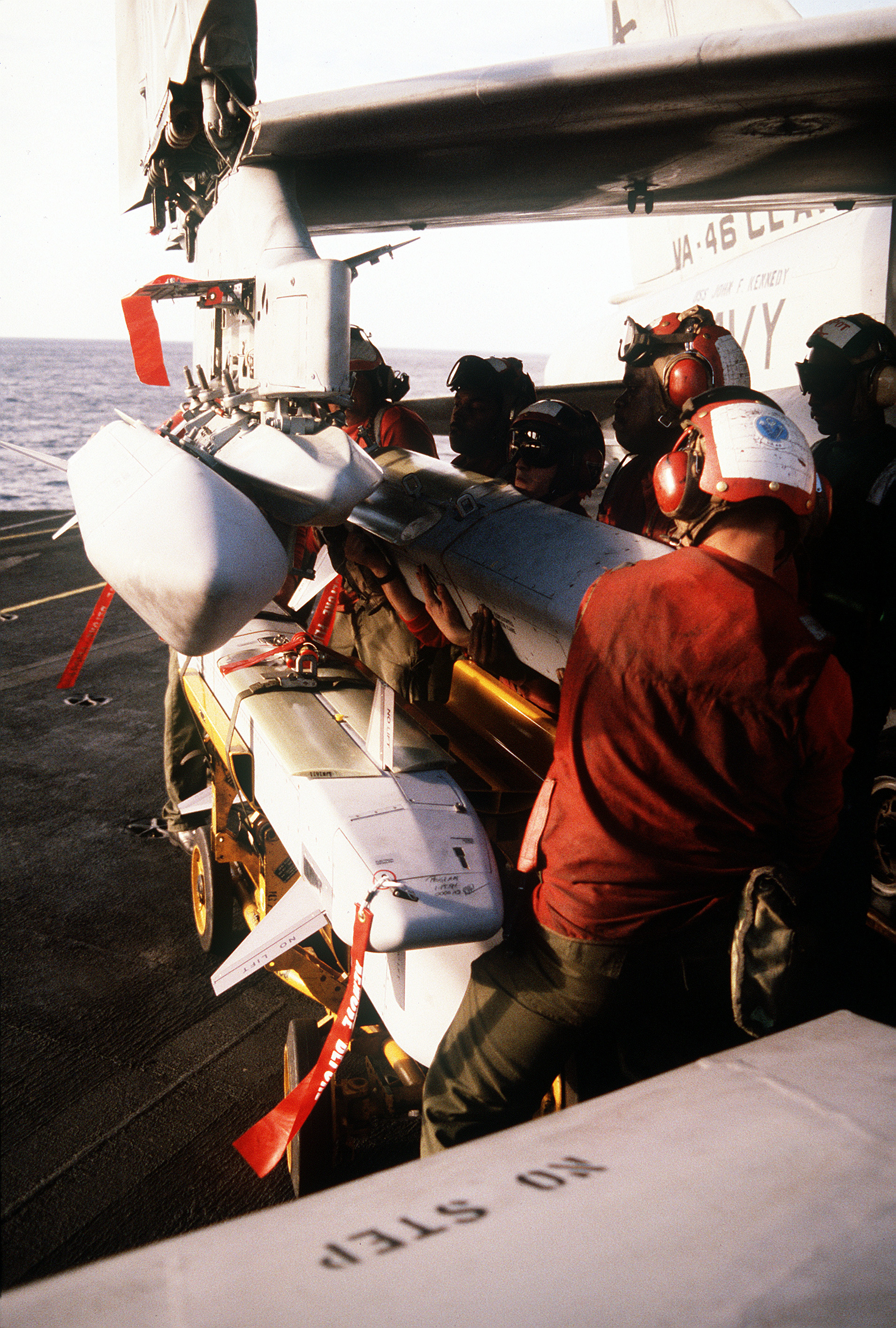
TALD durante il caricamento
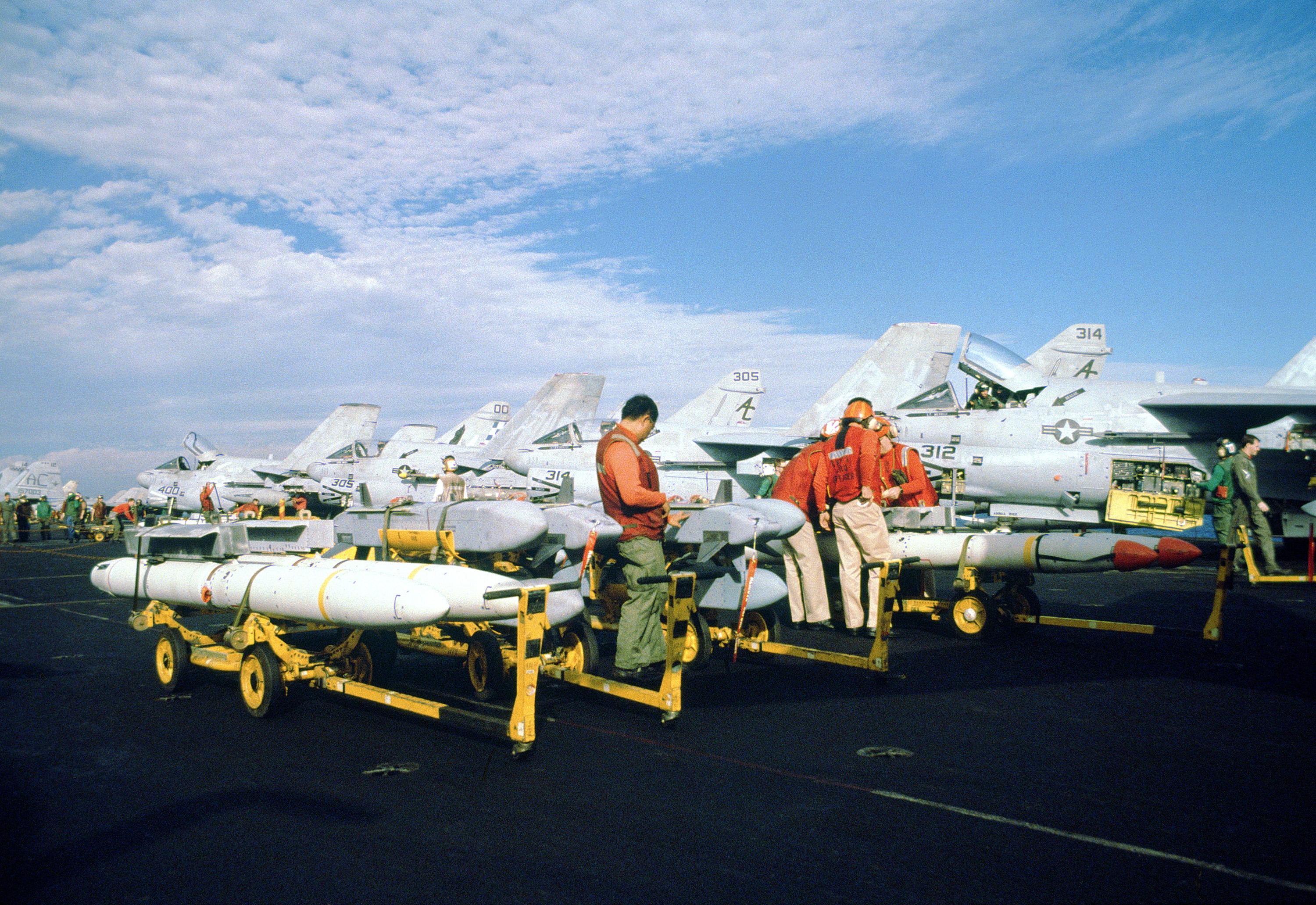
TALD sulla USS Kennedy

## Versioni
Inizialmente l'ADM-141 Tactical Air-Launched Decoy (TALD) venne prodotto nella versione ADM-141A con tre possibili varianti: sgancio chaff, riflettore passivo e ingannatore attivo. In seguito venne sviluppata una versione ADM-141C Improved TALD (ITALD), in grado di replicare più fedelmente il comportamento di un aereo da caccia.